# Берглунд, Дан
Дан Берглунд (швед. Dan Berglund, род. 16 марта 1954, Хельсинки, Финляндия) — финно-шведский бард.

## Биография
В 70-е годы был тесно связан с Коммунистической марксистско-ленинской партией (революционной) (с 2005 года носит название Коммунистической партии). Дебютировал в Гётеборге, выступив перед бастующими портовыми рабочими в мае 1974 года (См. «Stöd de strejkande hamnarbetarna»). В следующем году в звукозаписывающей компании «Пролетарская культура» (швед. Proletärkultur) вышел его первый музыкальный альбом, «En järnarbetares visor».
В 1979 году он продал свою гитару и порвал с КПМЛ(р). Но получив от своего друга новую гитару, вновь занялся музыкой. В следующем альбоме, «Vildmarken», вышедшем в 1987 году, отмечается снижение политического тона. По мнению Берглунда, альбом продавался плохо, несмотря на то что был хорошо принят критиками. Через 11 лет вышел его музыкальный сборник, а затем последовал перерыв до 2007 года, когда был выпущен новый музыкальный альбом, «Såna som vi...»
Сильное влияние на творчество Берглунда оказали Боб Дилан, Леонард Коэн, Ивар Лу-Юханссон, Пабло Неруда, Джойс Кэрол Оутс, Сервантес и Вислава Шимборская.
Берглунд продолжает выступать с концертами, исполняет свои старые песни, правда, изменив некоторые тексты.

## Премии и награды
- Премия Биргера Шёберга (2009)